# 鹽冰川
鹽冰川（英語：salt glacier）是當上升的底闢突破地球表面時產生的構造  。由於與冰川相比有相似的移動，故被命名為“鹽冰川”
鹽冰川通常主要由岩鹽、硬石膏、石膏和粘土礦物組成。在伊朗扎格羅斯山脈的鹽冰川是岩鹽組成，而德國Lüneburg Kalkberg的鹽冰川由石膏和碳酸鹽礦物組成。古代鹽冰川在德國的晚三疊世和墨西哥灣中新世被發現。由於晶體結構，鹽在壓力下能保持相同的密度，而上面的沉積物開始壓縮並變得更密。密度的相差對底層的岩鹽造成浮力。給與岩鹽上升的機制。當底闢上升並刺穿到表面時，岩鹽因重力而在地表流動。。